# Années 1930 en France
 (6 mars 2017).
 (novembre 2012).
Si vous disposez d'ouvrages ou d'articles de référence ou si vous connaissez des sites web de qualité traitant du thème abordé ici, merci de compléter l'article en donnant les références utiles à sa vérifiabilité et en les liant à la section « Notes et références ».
La crise économique qui a éclaté aux États-Unis en octobre 1929 se mondialise. La France, sensiblement moins touchée que d'autres pays européens comme l'Allemagne, connaît néanmoins des difficultés économiques et sociales qui se répercutent sur la vie politique des années 1930. Ces difficultés se traduisent par une forte instabilité ministérielle car les gouvernements (ministres et présidents du conseil) sont souvent renversés par la Chambre des Députés. Par ailleurs, des scandales politiques comme l'affaire Stavisky, donnent une image négative de la classe dirigeante, offrant des arguments aux ligues et la presse d'extrême-droite. Ces mouvements antiparlementaristes contestent le système républicain et démocratique et en appellent à un régime "fort" commandé par un chef et diffusent des idées extrémistes.
La situation internationale se détériore, la politique étrangère des démocraties (France, Royaume-Uni, États-Unis) ne brillant guère par sa clairvoyance. La conférence de Munich (1938) est restée ainsi le symbole de cette passivité face au réarmement du Troisième Reich et à sa politique expansionniste (annexions de l'Autriche - Anschluss - en mars 1938 et des Sudètes en septembre de la même année). Le 10 juillet 1940, Pétain obtient les pleins pouvoirs : la Troisième République laisse la place au régime de Vichy.

## Les années1920
En 1929 une crise économique touche les États-Unis puis toute l'Europe et surtout en Allemagne et  au Royaume-Uni. Cette crise provoque une forte montée des prix et une baisse de la production industrielle. Dans les années 1930 il y a une montée de dictatures de types fascistes.
À la suite d'un krach boursier aux États-Unis, une crise mondiale se révèle brusquement en 1929, la France apparaît comme un « îlot de prospérité », effet produit par son relatif retard économique. Le poids de l'agriculture et l'importance des petites et moyennes entreprises limitent pour quelques mois le nombre de faillites.

## 1930-1936: la France en crise
La crise économique mondiale accentue les déséquilibres structurels et L'économie française n'est plus compétitive, surtout après la dévaluation du livre sterling en 1931, année de la faillite du Credit Anstalt. Les campagnes sont gravement atteintes par la baisse des prix agricoles, les faillites se multiplient. Le chômage, complet ou à temps partiel, touche toutes les catégories sociales.
L'impuissance des gouvernements, les scandales financiers, comme l'affaire Marthe Hanau (1928), l'affaire Oustric (1931) et l'affaire Stavisky (1934) sous le gouvernement Chautemps, l'attrait des modèles fasciste et soviétique accentuent les divisions politiques. La démocratie parlementaire, voire le régime républicain lui-même, sont contestés de plus en plus vivement. Le mouvement des non-conformistes surgit alors, tentant d'explorer diverses voies pour répondre à la crise politique et sociale. Le philosophe catholique Emmanuel Mounier fonde ainsi la revue Esprit, en 1931, puis le courant personnaliste. Avec l'aide de Jacques Maritain rallié à la démocratie, celui-ci rénove profondément la pensée catholique, y compris à l'étranger, en offrant une critique simultanée de l'individualisme libéral et du collectivisme. Une partie des membres de l'Action française rejoint alors la « Jeune Droite ». Ailleurs, la phénoménologie d'Husserl et Heidegger d'un côté, le marxisme de l'autre, commencent à faire sentir leur influence dans les cercles philosophiques et littéraires.
Par ailleurs, des polytechniciens créent le groupe X-Crise, influencé par le planisme, qui récuse le libéralisme de Manchester affirmant, face à la crise, la nécessaire intervention de l'État dans l'économie. Ce mouvement irrigue d'autres courants et touche dont les Jeunes-Turcs (Pierre Mendès France, Pierre Cot, etc.) du Parti radical-socialiste, véritable centre de gravité de la Troisième République.
Enfin, ces remises en cause affectent aussi la SFIO, avec la scission des néo-socialistes (Marcel Déat, Adrien Marquet, etc.), qui lorgnent vers le fascisme.
Sous le second Cartel des gauches (1932-1934), les émeutes du 6 février 1934, provoquées par des associations d'anciens combattants et des ligues d'extrême droite (Croix-de-Feu, Jeunesses patriotes, Action Française, etc.) est ressentie comme une menace fasciste par les partis de gauche, qui se mobilisent. C'est la naissance du Comité de vigilance des intellectuels antifascistes et d'un réflexe républicain qui mène à la victoire du Front populaire.
Entre-temps, le gouvernement Daladier doit démissionner, les modérés (le centre-droit) reviennent au pouvoir avec Doumergue, et bientôt en 1935 le gouvernement Laval. On croit pendant quelque temps à la formation d'un front Italie-Royaume-Uni-France lors de la Conférence de Stresa (1935) qui fait suite au rétablissement de la conscription par l'Allemagne.

## Le Front populaire: des espérances au demi-échec

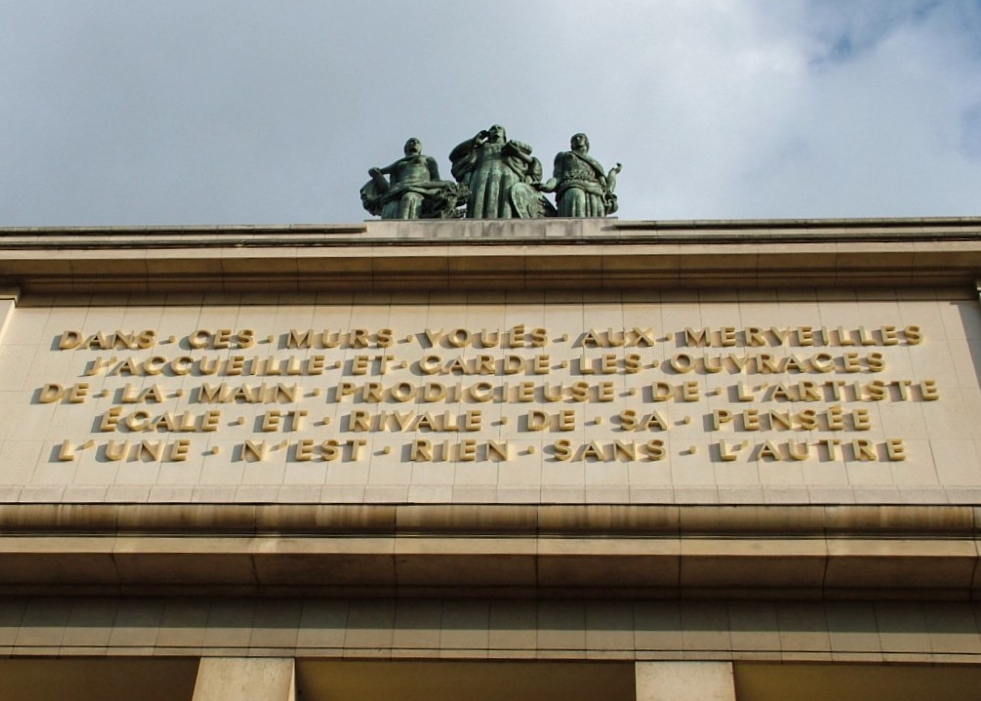
Le musée de l'Homme, créé à l'initiative du Front populaire. Celui-ci est à l'origine de nombreuses initiatives dans le domaine culturel, sportif (avec Léo Lagrange qui tente de penser une politique du sport aux antipodes de l'embrigadement fasciste) et scientifique (création du CNRS, etc.)

Socialistes, communistes et radicaux signent un accord électoral de Front populaire et gagnent les élections législatives de 1936. Le socialiste Léon Blum devient président du Conseil, étant immédiatement soumis aux invectives antisémites du vice-président du groupe parlementaire de la Fédération républicaine (droite), Xavier Vallat.
Un mouvement massif de grèves, déclenché en juin 1936, aboutit à des négociations arbitrées par le gouvernement, et à la signature des accords Matignon, qui prévoient une hausse des salaires et la reconnaissance des droits syndicaux. La semaine de 40 heures et deux semaines de congés payés sont instaurées.
Cependant, les difficultés financières et les oppositions politiques s'amoncellent. Les communistes reprochent au gouvernement sa non-intervention dans la guerre d'Espagne. En 1937, le gouvernement du Front populaire est renversé.
Édouard Daladier revient au pouvoir, mettant fin au gouvernement du Front populaire. 
Les Français sont encore plus divisés et surtout préoccupés des menaces extérieures. La capitulation diplomatique franco-britannique devant Hitler à Munich, en 1938, ne sauve que momentanément la paix.
Peu de temps après, la « drôle de guerre » commence, prélude à l'« étrange défaite » (Marc Bloch) et au vote des pleins pouvoirs de juillet 1940, véritable blanc-seing donné au maréchal Pétain pour mettre en œuvre sa « Révolution nationale » : « travail, famille, patrie »... et collaboration avec le Reich. Avec la loi constitutionnelle du 10 juillet 1940, la Troisième République cède la place au régime de Vichy.

## Orientation bibliographique
(décembre 2024).
- BEAUPRÉ, Nicolas, Les Grandes Guerres. 1914-1945, Paris, Belin, 2012.
- BORNE, Dominique, et DUBIEF, Henri, La crise des années 30 (1929-1938). Nouvelle Histoire de la France contemporaine, tome 13, Paris, Le Seuil, 1989.
- DARD, Olivier, Les années trente : le choix impossible, Paris, Librairie générale française (Le Livre de Poche), coll. « Références : histoire » (no 556), 1999, 274 p.
- RÉMOND, René (avec J.-F. SIRINELLI), Le siècle dernier, Paris, Fayard, 2003.